# ثانوية الإدريسي
ثانوية الإدريسي (بالإنجليزية: El Idrissi high school)‏ من أشهر ثانويات مدينة الجزائر العاصمة بالقرب من ساحة أول ماي.

## أشهر من درس فيها
- أحمد أويحيى